# Amfitheater van Birten
Het Amfitheater van Birten is een antiek Romeins amfitheater in het Duitse dorp Birten bij Xanten.
Op deze plaats bouwden de Romeinen in 13-12 v.Chr. de legerplaats Castra Vetera. Bij de castra ontstond een nederzetting die zich snel ontwikkelde tot een belangrijke lokale handelsplaats. Ter vermaak van de soldaten werd in het midden van de 1e eeuw een amfitheater gebouwd.
Dit amfitheater werd niet zoals de meeste bekende amfitheaters uit steen gebouwd. De Romeinen bouwden een grote aarden wal in een elliptische vorm, waartegen houten tribunes werden opgericht. De buitenring is 98 meter lang en 94 meter breed, de arena was 55 bij 42 meter. Het amfitheater bood plaats aan ongeveer 10.000 toeschouwers.
Tijdens de Bataafse Opstand werd Castra Vetera verwoest en enkele kilometers oostwaarts herbouwd, inclusief een nieuw amfitheater.
Het amfitheater van Birten, of in ieder geval de aarden omwalling daarvan, bleef wel bewaard. Volgens de overlevering werd op deze plaats rond 287 de heilige Victor van Xanten en zijn Thebaanse Legioen vermoord door andere Romeinse soldaten, omdat zij als christenen de Romeinse goden weigerden te vereren. Xanten werd in de jaren daarna een bedevaartsplaats, waar de martelaar Victor werd vereerd. Het amfitheater werd als de plaats van zijn martelaarschap nooit afgebroken en bleef daarom behouden.
Het amfitheater staat tot op heden nog in een bos bij Birten. De oorspronkelijke houten tribunes zijn vergaan, maar in de moderne tijd zijn er nieuwe tribunes in geplaatst. Het amfitheater wordt tegenwoordig gebruikt voor muziek- en cabaretvoorstellingen in de open lucht.

## Bron
- Xanten - die Römerstadt am Niederrhein, foto 1